# طواف أمريكا للدراجات 2022
طواف أمريكا للدراجات 2022 (بالإنجليزية: 2022 UCI America Tour)‏ هو الموسم 18 من  طواف أمريكا للدراجات.

## السباقات
| طواف أمريكا للدراجات    | طواف أمريكا للدراجات | طواف أمريكا للدراجات            | طواف أمريكا للدراجات | طواف أمريكا للدراجات | طواف أمريكا للدراجات | طواف أمريكا للدراجات | طواف أمريكا للدراجات |
| التاريخ                 | #                    | السباق                          | الفائز               | الثاني               | الثالث               |                      |                      |
| ----------------------- | -------------------- | ------------------------------- | -------------------- | -------------------- | -------------------- | -------------------- | -------------------- |
| 08 – 15 ديسمبر 2021     | 2                    | فويلتا الإكوادور ‏               | Wilson Haro ‏         | أندرسون باريديس ‏     | بايرون غواما         |                      |                      |
| 16 – 23 يناير 2022      | 1                    | فولتا تاشيرا                    | Roniel Campos ‏       | Eduin Becerra ‏       | Didier Merchán ‏      |                      |                      |
| 08 – 13 فبراير 2022     | 3                    | طواف كولومبيا ‏                  | تم إلغاء السباق ‏     |                      |                      |                      |                      |
| 09 – 13 فبراير 2022     | 4                    | فولتا ديل بورفينير دي أرجنتينا ‏ | Nicolás Tivani ‏      | Mauricio Quiroga ‏    | Aldemar Reyes ‏       |                      |                      |
| 27 أبريل – 01 مايو 2022 | 5                    | طواف غيلا ‏                      | Sean Gardner ‏        | Matteo Dal-Cin ‏      | Torbjørn Røed ‏       |                      |                      |